# ريك كيفر
ريك كيفر (بالإنجليزية: Rick Kiefer)‏ هو موسيقي أمريكي، ولد في 24 مايو 1939 في كليفلاند في الولايات المتحدة.

## وصلات خارجية
- ريك كيفر على موقع ميوزك برينز (الإنجليزية)
- ريك كيفر على موقع أول ميوزيك (الإنجليزية)
- ريك كيفر على موقع ديسكوغز (الإنجليزية)